# Kreismusikschule Fürstenfeldbruck
Die Kreismusikschule Fürstenfeldbruck (KMS-FFB) ist eine öffentliche Bildungseinrichtung für musikalische Ausbildung im Landkreis Fürstenfeldbruck in Bayern. Sie wurde 1966 durch den Zusammenschluss der Musikschulen Fürstenfeldbruck, Gröbenzell und Puchheim gegründet und ist Mitglied im Verband deutscher Musikschulen (VdM) sowie im Verband Bayerischer Sing- und Musikschulen (VBSM). Träger ist der als gemeinnützig anerkannte Trägerverein Kreismusikschule Fürstenfeldbruck e.V., dem der Landkreis sowie neun Städte und Gemeinden angehören.

## Geschichte
Die KMS-FFB entstand aus mehreren örtlichen Musikschulgründungen im Landkreis Fürstenfeldbruck. Bereits 1961 beauftragte Fritz Büchtger, Leiter der Jugendmusikschule München e.V., den Musikpädagogen Ernst Cambensy mit dem Aufbau eines Musikschulangebots im Landkreis. Der erste Unterricht fand in Puchheim mit 22 Schülern statt.

### Frühphase und Gründungen
Im Juli 1964 wurde die Musikschule Puchheim gegründet. Parallel begann die Musikschule Gröbenzell mit dem Unterricht für 131 Kinder durch sechs Lehrkräfte.  Am 24. Juni 1965 folgte die offizielle Gründung der Musikschule Gröbenzell.  Im Sommer 1965 wurde auch die Musikschule Fürstenfeldbruck gegründet.

### Zusammenschluss zur Kreismusikschule
1966 schlossen sich die Musikschulen Puchheim, Gröbenzell und Fürstenfeldbruck zur „Kreismusikschule Fürstenfeldbruck e.V.“ zusammen. Otto Zierer wurde zum ersten Vorsitzenden gewählt, Ernst Cambensy übernahm die Leitung. Zu diesem Zeitpunkt unterrichteten 18 Lehrkräfte insgesamt 497 Schüler.

### Zwischenzeitlicher Austritt der Musikschule Fürstenfeldbruck
Im Jahr 1975 trat die Musikschule Fürstenfeldbruck aus dem Verband der Kreismusikschule aus und wurde als eigenständiger Verein weitergeführt. Zum Schuljahr 1993/1994 wurde diese städtische Musikschule geschlossen, und die Stadt Fürstenfeldbruck trat erneut der Kreismusikschule Fürstenfeldbruck bei.

### Erweiterung und Mitgliedsgemeinden
- 1967: Eingliederung der Musikschulen Maisach, Germering und Moorenweis
- 1968: Aufnahme der Musikschulen Eichenau und Unterpfaffenhofen
- 1969: 43 Lehrkräfte unterrichten 1764 Schüler
- 1970: Eingliederung der Musikschule Olching
- 1971: Aufnahme der Musikschule Alling
- 1971: Die KMS-FFB zählt 12 Mitgliedsschulen

### Entwicklung bis ins 21. Jahrhundert
Im Jahr 2024 unterrichteten 71 Lehrkräfte insgesamt 3319 Schüler in 3835 Belegungen mit einem Gesamtvolumen von durchschnittlich 1132 Wochenstunden. Die Mitgliedsgemeinden der KMS-FFB waren zu diesem Zeitpunkt:  Alling, Eichenau, Fürstenfeldbruck, Germering, Gröbenzell, Maisach, Moorenweis, Olching und Puchheim. Emmering ist kein Mitglied, bezuschusst jedoch Unterrichtsteilnahmen.

## Trägerverein
Der Trägerverein Kreismusikschule Fürstenfeldbruck e.V. ist eine juristische Person des Privatrechts und Träger der Musikschule. Mitglieder sind der Landkreis Fürstenfeldbruck sowie die Städte und Gemeinden Alling, Eichenau, Fürstenfeldbruck, Germering, Gernlinden, Gröbenzell, Maisach, Moorenweis, Olching, Esting und Puchheim.
Der Verein ist Mitglied im Verband deutscher Musikschulen (VdM) und im Verband Bayerischer Sing- und Musikschulen (VBSM). Seine Organe sind die Mitgliederversammlung, der Vorstand und der Ausschuss. Die Zweigstellen werden von Kuratorien begleitet, die mit Bürgermeister:innen, Elternbeiräten und Vertreter:innen der örtlichen Schulen besetzt sind.

## Angebot und Struktur
Die KMS-FFB bietet ein umfassendes Angebot an musikalischer Ausbildung für Kinder, Jugendliche und Erwachsene. Dazu zählen Elementarunterricht, Instrumental- und Vokalunterricht, Ensembles, Orchester, Chöre, Musikschulfreizeiten und Projektarbeit. Der Unterricht orientiert sich an den Qualitätsstandards des VdM und erfolgt nach dem Strukturplan für Musikschulen.
Lehrkräfte der KMS-FFB verfügen über eine staatlich anerkannte Ausbildung und sind fest angestellt. Die Musikschule erfüllt die Kriterien der bayerischen Sing- und Musikschulverordnung (SiMuV), darunter die Breite der Fächer, Inklusion, Begabtenförderung und die Kooperation mit Bildungseinrichtungen vor Ort.

## Wettbewerbsteilnahme und Wirkung
Ein überdurchschnittlich hoher Anteil der Schülerinnen wird zu Wettbewerben wie Jugend musiziert oder dem Deutschen Orchesterwettbewerb vorbereitet. Viele Absolventinnen haben später ein Musikstudium aufgenommen oder musizieren in Ensembles der freien Szene.

## Leitung
Seit ihrer Gründung im Jahr 1966 wurde die Kreismusikschule Fürstenfeldbruck von verschiedenen Persönlichkeiten aus Verwaltung, Politik und Kultur geleitet und begleitet.
Erste Vorsitzende:
- 1966–1970: Otto Zierer, Schriftsteller aus Gröbenzell
- 1971–1976: Gerhard Glaser, Bürgermeister von Unterpfaffenhofen
- 1977–1992: Gerhard Landgraf, 1. Bürgermeister von Maisach
- 1992–1993:   Herbert Kränzlein, 1. Bürgermeister von Puchheim
- 1993–2003: Heinz Sasse, 1. Bürgermeister von Moorenweis
- 2003–2022: Hubert Jung, 1. Bürgermeister von Eichenau
- seit 2022: Norbert Seidl, 1. Bürgermeister von Puchheim

Leitung der Musikschule:
- 1966–1971: Ernst Cambensy
- 1971–1973 und 1975–1977: Sepp Kink
- 1973–1974: Hans Koch
- 1977–1978: Peter Bosl
- 1979–2003: Heinz Große Boymann
- 2003–2017: Angelika Lutz-Fischer
- seit 2017: Dirk Olbrich

Leitung der Geschäftsstelle:
- 1971–1994: Hildegard Beckmann
- seit 2017: Barbara Büche